# 赫雷羅蘭
赫雷羅蘭（英語：Hereroland）是位於西南非洲（今納米比亞）的班圖斯坦，由種族隔離政府設立，首都奧卡卡拉拉。赫雷羅蘭位於西南非洲東北部，東方與波札那接壤。1989年5月，赫雷羅蘭與西南非洲其他班圖斯坦被撤銷。